# Raytheon

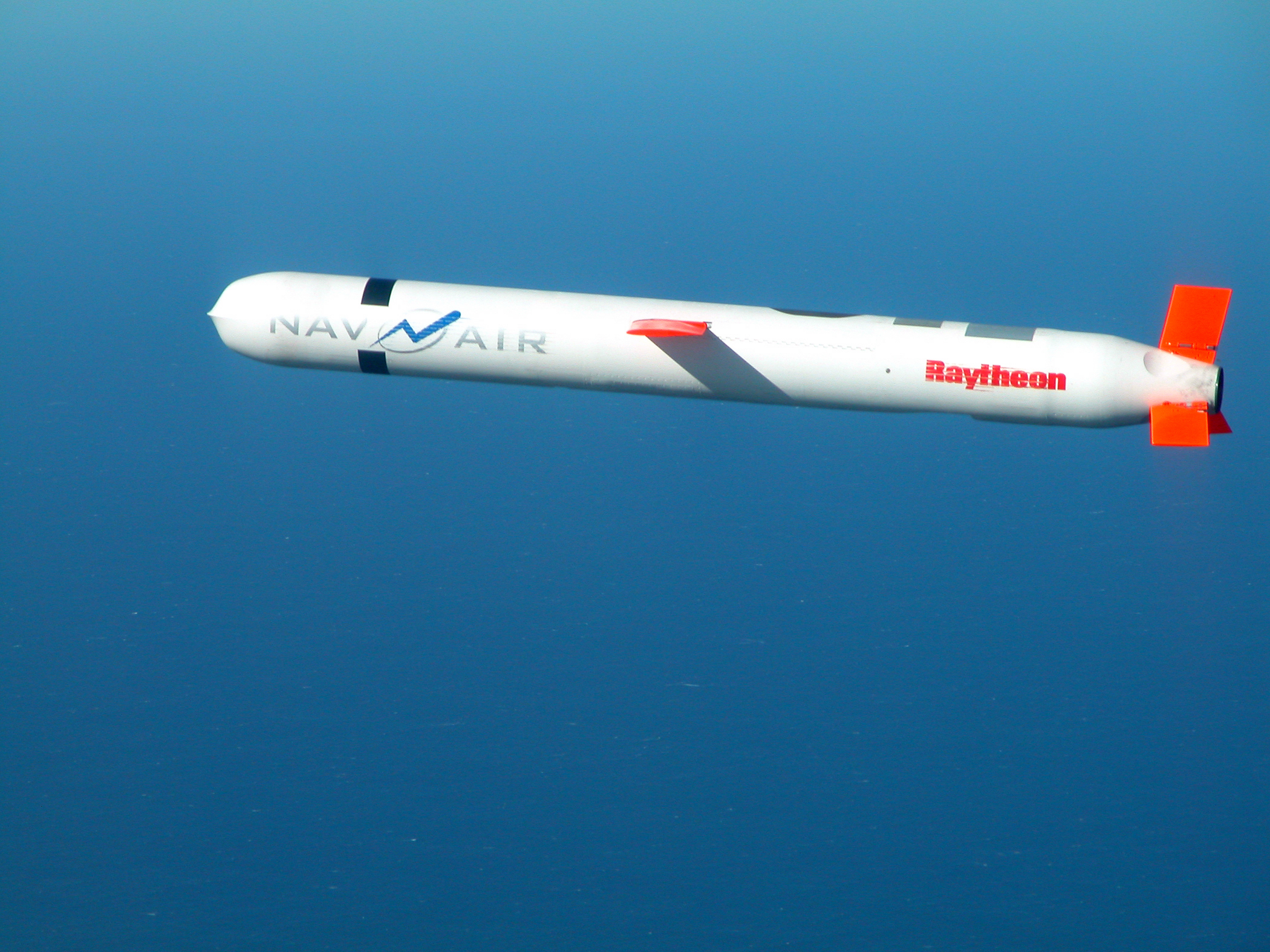
Podzvuková řízená střela Tomahawk Block IV

Raytheon Company je bývalá nadnárodní korporace se sídlem v americkém státu Massachusetts a jeden z největších dodavatelů zbraní a vojenské techniky na světě. Vyvíjela obranné systémy, vyráběla elektroniku, do roku 2007 vyráběla speciální leteckou techniku. Byla největším výrobcem řízených střel na světě.

## Historie
Raytheon byl založen v roce 1922, v roce 1928 se z něj stala korporace a v roce 1959 získala své současné jméno. V Raytheonu pracovalo okolo 63 tisíc zaměstnanců z celého světa. Roční obrat zhruba 20 mld dolarů, který z něj činil pátého největšího vojenského dodavatele na světě (v roce 2007), byl z více než 90 % získán ze smluv na poskytování vojenské obranné techniky. V posledních letech své existence se společnost začala zajímat i o nekonvenční neusmrcující zbraně (non-lethal weapons) a zbraně s řízenou energií.
Společnost zanikla 3. dubna 2020, kdy byla dokončena fúze Raytheon Company a dceřiných společností United Technologies Corporation (UTC) v odvětví letectví a kosmonautiky.

## Předmět podnikání
- Integrované obranné systémy
- Zpravodajské a informační systémy
- Raketové systémy
- Network Centric Systems
- Technické služby Raytheon
- Vesmírné a letecké systémy

## Pobočky
Kromě USA měl Raytheon pobočky v řadě zemí světa: Austrálie, Belgie, Brazílie, Kanada, Chile, Čína, Česko, Egypt, Francie, Německo, Řecko, Indie, Itálie, Japonsko, Kuvajt, Malajsie, Marshallovy ostrovy, Norsko, Jižní Korea, Singapur, Saúdská Arábie, Spojené arabské emiráty, Spojené království, Španělsko, Švédsko, Tchaj-wan, Thajsko a Turecko.